# Videografia formației Sfinx
Videografia formației românești de muzică rock Sfinx cuprinde toate filmările cunoscute ce o au ca subiect sau în care membrii ei sunt prezentați cântând sau fiind implicați în videoclipul unei piese proprii.
În lipsa interesului pentru găsirea unor materiale filmate în timpul concertelor de peste hotare, videografia se rezumă la un număr mic de filmări realizate în țară („ne-au filmat foarte puțini oameni”, își amintește Dan Andrei Aldea privitor la anii săi alături de Sfinx – deceniul 1970 –, considerați apogeul formației). Filmările existente vor fi organizate în continuare pe criteriul cronologic, fiind delimitate cele trei perioade ale formației, când conducerea muzicală a revenit, pe rând, lui: Octav Zemlicka, Dan Andrei Aldea și Sorin Chifiriuc. O a patra perioadă, sterilă din punct de vedere compozițional, a urmat părăsirii formației de către Sorin Chifiriuc.
Efortul cel mai mare pentru studierea arhivelor Televiziunii Române și a filmărilor deținute de persoane particulare, în scopul de a completa videografia formației, a fost și continuă să fie depus de către jurnalistul român Doru Ionescu, angajat al TVR și producător al emisiunii Remix.

## Octav Zemlicka (1962–1969)
Sfinx participă în 1966 la concursul televizat Muzicorama TV (unde formațiile participante se confruntau două câte două) și câștigă, între altele, în fața grupurilor Cometele și Cristal; se va ajunge până în semifinale. Cu această ocazie, se filmează piesa „Sgt. Pepper’s Lonely Hearts Club Band”, preluare după The Beatles.
Într-o filmare datată 1968, actorul Emil Hossu le ia un interviu membrilor Sfinx, aflați la repetiție într-o casă de cultură din București. Cu această ocazie, este filmat și un fragment din piesa „Bună dimineața!”. În imagini apar: Adrian Ivanițchi, Idu Barbu, Petre Iordache, Corneliu „Bibi” Ionescu și Sergiu Zagardan.

## Dan Andrei Aldea (1969–1981)
În 1971, formația Sfinx a participat la a doua ediție a Festivalului Club A, ocazie cu care a fost filmată în condiții modeste (fără sonor, pe peliculă de 8 mm) de către arhitectul Mirel Leventer. Imaginile obținute sunt singurele cunoscute în care formația apare în formula de trio Dan Aldea–„Bibi” Ionescu–Marian Toroimac.
Din perioada Dan Andrei Aldea sunt cunoscute numai trei filmări de televiziune. Prima, „Coborîse primăvara” (1974), a fost realizată de regizorul Alexandru Bocăneț pentru emisiunea Gala lunilor. În același decor a fost înregistrat videoclipul piesei „Crede-mă”, aparținând formației Progresiv TM. Cea de a doua filmare, „Din nou acasă” (1979?), a fost făcută la uzinele bucureștene „23 August” și surprinde o versiune mai puțin cunoscută a piesei respective (a cărei varianta finală avea să apară pe discul EP din 1980); în imagini, la claviaturi apare organistul Nicolae Enache (prezent în formație în perioada realizării albumului Zalmoxe. „Fetele albinele” apare într-o emisiune pentru copii prezentată de Geta Chira (1980?), într-o variantă diferită de cea de pe disc; nu apar decât foarte puține imagini cu muzicienii, probabil cenzurați din cauza înfățișării „neadecvate”.
Au existat zvonuri că Televiziunea Română ar fi filmat o prezentare în concert a lui Zalmoxe, însuși Dan Aldea menționând că „la un moment dat a venit o echipă de la TVR să filmeze Zalmoxe la Polivalentă; echipa era condusă de un cameraman foarte bun pe vremea aceea, Costică Chelba”. Totuși, un astfel de material nu a fost găsit până în prezent.

## Sorin Chifiriuc (1982–1985)
Există două videoclipuri, ambele datate 1982, pentru piesele „Pasăre sură” și „Te aștept mereu”. Deși prima utilizează înregistrarea audio cu vocea lui Aldea, pe filmare apare Chifiriuc (celălalt emigrase între timp în Occident). Videoclipul este spectaculos – în imagine apar bărci pe suprafața lacului de la Costinești, filmate din elicopter. „Te aștept mereu” nu a fost filmată ca videoclip, ci apare în comedia Melodii la Costinești (1983, regizat de Constantin Păun). Și aici este vorba de imagini spectaculoase pentru acei ani, o scenă de concert cu efecte de fum, explozii, în spatele căreia se învârt roți dințate enorme. Doru Ionescu amintește și de alte imagini, fără a menționa despre ce cântece este vorba: „Kifi (Chifiriuc – n.n.) la bustul gol, foarte dinamic, sare, de vizualizat tobele electronice ale lui Mișu, clapele lui Doru”.
Din această perioadă mai există o filmare cu Sfinx și Doru Apreotesei, realizată de Mirel Leventer la Club A, probabil în 1984.

## Ultimii ani (1985–1994)
Anii care au urmat plecării lui Chifiriuc din formație nu au impus noi compoziții; activitatea formației s-a redus la efectuarea unor turnee în străinătate, unde se abordează un repertoriu exclusiv comercial. Din această perioadă, este cunoscută o singură filmare a unei piese semnată de Laurențiu Cazan și Sfinx (drept formație de acompaniament), datată 1992 – Noaptea în vis. Sfinx, însă, nu apar deloc în imagine; componența formației nu este cunoscută.